# Tangga (Aek Songsongan)
Tangga is een bestuurslaag in het regentschap Asahan van de provincie Noord-Sumatra, Indonesië. Tangga telt 792 inwoners (volkstelling 2010).